# Mauvezin-sur-Gupie
 Mauvezin-sur-Gupie  es una población y comuna francesa, en la región de Aquitania, departamento de Lot y Garona, en el distrito de Marmande y cantón de Marmande-Ouest.

## Demografía
| 715 | 648 | 764 | 761 | 826 | 785 | 795 | 808 | 769 | 813 | 766 | 818 | 755 | 790 | 660 | 646 | 607 | 649 | 664 | 643 | 609 | 565 | 535 | 590 | 629 | 580 | 494 | 463 | 426 | 376 | 413 | 455 | 429 |
| Para los censos de 1962 a 1999 la población legal corresponde a la población sin duplicidades (Fuente: INSEE [Consultar]) |     |     |     |     |     |     |     |     |     |     |     |     |     |     |     |     |     |     |     |     |     |     |     |     |     |     |     |     |     |     |     |     |